# Coccothrinax yunquensis
Coccothrinax yunquensis är en enhjärtbladig växtart som beskrevs av Attila L. Borhidi och O.Muniz. Coccothrinax yunquensis ingår i släktet Coccothrinax och familjen Arecaceae. Inga underarter finns listade i Catalogue of Life.

## Bildgalleri

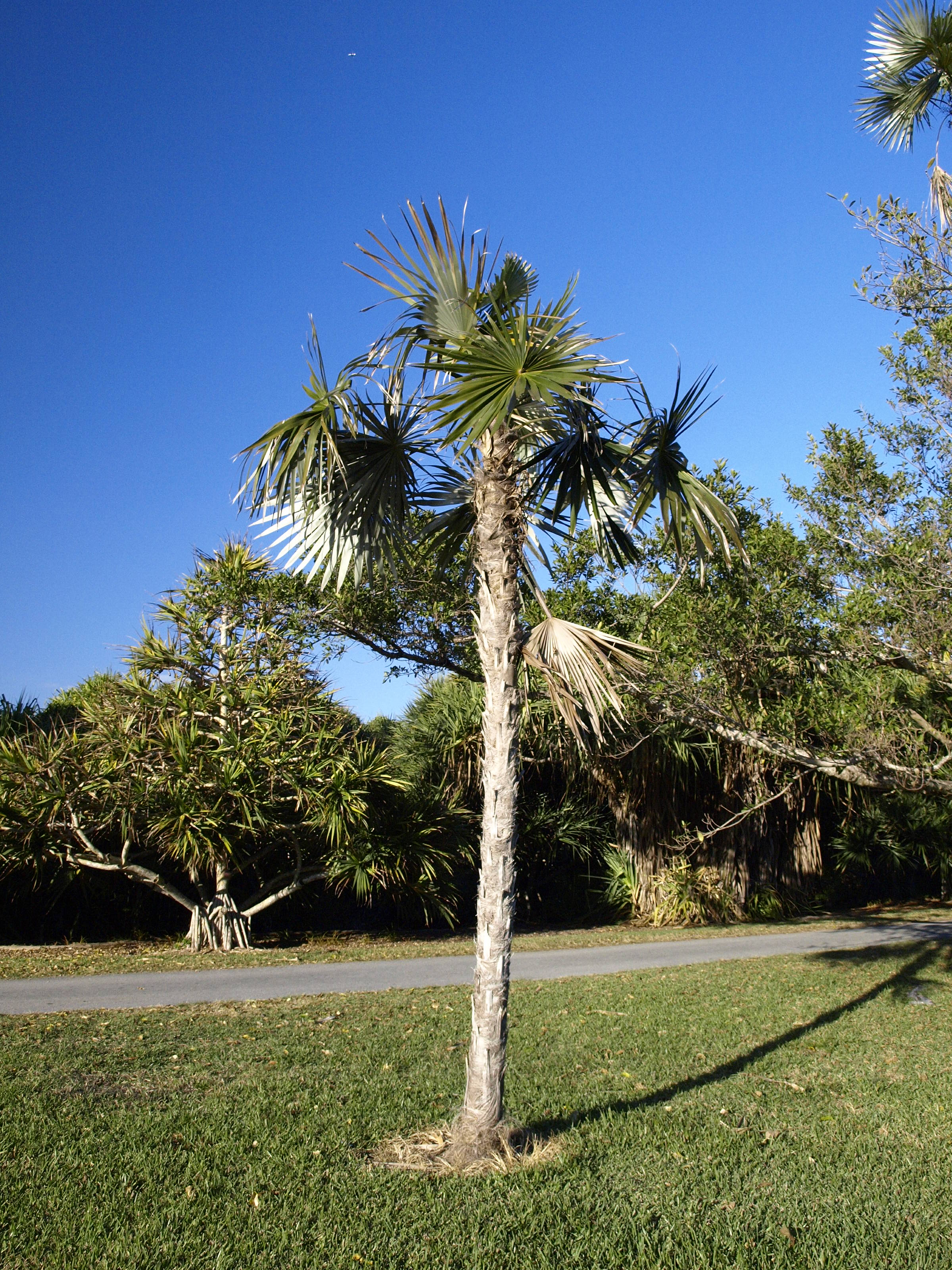